# سفتة (فتح أباد)
سفتة (بالإنجليزية: Sefteh, Fathabad)‏ هي مستوطنة تقع في إيران في Fathabad Rural District. يقدر عدد سكانها بـ 26 نسمة .